# 이윤상 유괴 살해 사건
이윤상 유괴 살해 사건(李潤相誘拐殺害事件)은 1980년 11월 13일 대한민국 서울특별시 마포구에서 소아마비를 앓던 중학생 이윤상이 납치되어 살해된 사건이다. 1981년 11월 30일 검거된 납치살해범은 이윤상의 중학교 체육교사 주영형이었으며, 이윤상은 시신으로 발견되었다.

## 사건 발생
피해자 이윤상은 3살 때 소아마비를 앓아 왼쪽 다리가 불편했고, 당시 서울특별시 마포구 공덕동에 거주하며 경서중학교에 재학하던 상태였다. 그는 1980년 11월 13일 오후 4시경, 학교 체육교사인 주영형과 상담을 하러 간다고 외출한 뒤 실종되었다. 그리고 그날 밤 8시~12시 사이에 이윤상의 집에 범인으로부터 4차례의 전화가 걸려왔다. 처음에 걸려온 전화는 남자 목소리였는데, "당신 아들을 수원에 감금했다. 우리는 전과자들로 4명이다. 일본으로 밀항하려는 데 돈이 필요하다. 현금 4천만 원을 준비하라. 경찰에 신고하면 당신 아들을 죽이겠다"는 내용이었다.
뒤이어 밤 11시경에는 이윤상의 아버지에게 "나는 당신 때문에 망한 사람 중의 하나이다. 윤상이는 수원에 감금되어있다. 현금 4천만 원을 준비하라"는 전화가 걸려왔고, 이에 이윤상의 아버지는 "불경기에 4천만 원은 준비할 수 없고 2천만 원은 준비할 수 있다."고 답했고, 그러자 "내일 12시에 전화하겠으니 그때 시키는 대로 해라"라는 내용으로 협박하였다.

## 사건 경과
다음 날인 11월 14일, 이윤상의 아버지가 경찰에 유괴사실을 신고하였다. 서울마포경찰서는 신고 접수 직후, 이윤상의 집 전화에 녹음장치를 부착하고 형사 2명을 잠복, 전화를 감청케 하였다. 나중에 밝혀지지만 이윤상 군은 유괴 다음날인 이날 이미 살해당했다고 한다.
16일 오후 6시 40분경, 범인들이 이윤상의 미리 녹음된 목소리('이분들이 시키는 대로 하지 않으면 나는 죽어요.')를 들려주었다. 또 17일에는 수원 우체국 발인으로 된 편지를 보내기도 했다. 편지 내용은, 딸을 시켜 20일 저녁 7시에 종로2가에 있는 제과점 '고려당'으로 돈가방을 보내라는 것이었다. 약속된 날 이윤상의 누나가 약속장소로 나갔는데 제과점에 한 젊은 여성 목소리의 전화가 걸려왔다. "지금 종로에서 나와 남산 야외음악당으로 빨리 오라"는 것이었다. 이윤상의 아버지가 길을 잘 모른다고 하자 다음에 연락하겠다는 말과 함께 전화는 끊겼다. 범인들은 끝내 나타나지 않았다.
며칠 후 범인들은 또 윤상이가 책을 보고 싶어한다며 읽고 싶은 책을 검은 보자기에 싸서 마포우체국 공중전화 부스에 갖다 놓으라고 전했다. '1981년 1월 15일 오후 4시 반에서 5시 사이에 검은 승용차에 윤상이를 태우고 마포우체국 앞을 통과할 테니 얼굴만 보라'는 내용의 편지도 보냈다. 모두 거짓말이었다. 마지막에는 피해자 부모에게 '죄송하다'는 내용이 담긴 사과의 편지까지 쓸 정도로 대담했다.
범인들은 5번째 편지(2월 2일)에서 이윤상이 교통사고를 당했으며 아직 살아있다고 전하기도 했다. 요약하면 '차를 후진하다가 윤상이를 치어서 친척 의사의 도움으로 치료하고 있다, 사고를 은폐할 시간을 벌기 위해 유괴극을 벌이고 있다, 나는 이제 사회적으로 내 신분이 노출돼 매장되느냐 하는 때늦은 내 양심과의 싸움에 처해 있다, 상태가 좋아지는 대로 곧 돌려보내겠다' 이런 내용이었다.
이후 4월 6일을 마지막으로 연락이 끊긴다. 이때까지 6차례의 협박편지와 62회의 협박전화가 왔다. 첫 번째를 제외하고는 협박전화는 모두 여자 목소리였으며, 편지의 필적은 1, 2, 5번째 편지는 또박또박 쓴 여자 필적이었으나 3~4번째는 거친 남자의 필적임으로 볼 때 경찰에서는 여자가 낀 3~4인조의 계획적 범행으로 추정했다.
범인들의 연락이 끊기면서 실낱같은 희망마저 사라져 버리자 어머니는 "교통사고라도 상관없으니 목숨만 살려서 돌려보내 주세요. 2대 독자 내 아들을...."하고 울부짖었고, 아버지는 오죽했으면 범인에게 '아들을 살려만 주면 의형제를 맺겠다'고 했다고 한다. 당시 언론에서는 '그 어머니는 생선구이를 누구를 위해 굽겠는가?'라며 안타까워했다. 하지만 결말은 결국 비극이었다.

## 공개 수사
처음에는 경찰에 신고한 것을 범인에 알리지 않기 위해 비공개로 진행하였으나 협박이 장기화되면서 1981년 2월 26일, 경찰은 이 사건을 공개수사로 전환하였다. 범인 체포에는 현상금 1천만원이 걸렸다. 이 사건은 사회적으로 큰 관심을 끌었으며, 당시 대통령이었던 전두환도 특별 대국민담화를 열어 그 유명한 "살려 보내면 너도 살고, 죽여 보내면 너도 죽는다." 발언을 하고 제5공화국 출범일(3월 3일)까지 범인이 자수할 경우 관용을 베풀겠다 했으나 끝내 범인은 그날까지 나타나지 않았다. 물론 범인들은 이윤상을 실제로는 이미 살해한 상태에서 거짓말을 하던 것이었기 때문에 보낼 수도 없었지만. 사건이 장기화되자, 경찰에서는 최면술사까지 동원하기도 했다.

## 범인 체포와 사건의 진상
범인은 1953년 3월 11일생 주영형(朱永炯)이다. 서울대학교 ROTC 출신(학군 14기)의 예비역 대한민국 육군 보병 중위인데다 서울대학교 사범대학 체육교육과를 졸업하고 경희대학교 교육대학원, 고려대학교 대학원에서 박사 학위까지 취득한 대단한 엘리트에 차분한 인상과 호감가는 외모를 가졌고 유부남에 애가 2명이 있었다. 이런 배경과 당시 교권을 이용해 확인된 바로만 주영형에게 강간 당한 여학생이 22명에 달했다고 한다. 경찰이 처음에 그에게 의심을 품었음에도 불구하고 곧 용의선상에서 제외한 것은 그의 교사라는 신분뿐만 아니라 학벌과 외모에 현혹당했기 때문이 아니냐는 지적도 있다. 당초 경찰은 이윤상을 사건 당일 불러낸 주영형에게 당연히 혐의를 두었으나, 아직 흉악범죄에 익숙하지 않은 당시 사회 분위기상 학교 선생님이 그런 악질 범죄를 벌일 것이라 생각하기 어려웠던데다가 그가 사전에 치밀한 범행계획을 세웠기 때문에 경찰은 그가 제시한 알리바이를 믿게 되었다. 여기에 뉴스 인터뷰에도 응하고 가족들을 위로하며 직접 수사본부에 찾아가기도 했다. 영구미제로 끝날 위기에 놓였던 사건은 1981년 11월, 주영형이 여중 재직 시절 교외지도를 빌미삼아 여학생 22명을 강간 한 사실을 경찰이 밝혀내면서 수사가 활기를 띠었다. 또한 사건 당일, 이윤상이 '선생님이 어머니에게는 얘기하지 말고 나오라고 했다.'라고 말했다는 모친의 진술이 실마리가 되었다. 한편 주영형을 거짓말탐지기로 조사한 결과 거짓말을 하고 있다는 반응이 나오기도 했다. 마침내 11월 29일, 경찰은 주영형의 자백을 받아냈다. 범행동기는 범인이 평소 도박으로 빚 1천만 원을 지고 빚 독촉을 받게 되자, 가정환경조사서를 통해 비교적 가정이 유복한 집을 알아낸 뒤 이윤상을 유괴하여 금품을 뜯어내려 했던 것인데, 이 과정에서 범인은 자신이 과거 여중 재직 시절부터 불륜관계에 있었던 당시 고1 이 모양과 고2인 고 모양을 가담시켰다. 심지어 처음에는 여자아이가 훨씬 더 몸값이 나갈 것이라고 생각해 이윤상의 누나를 유괴하려고 했다. 누나가 다니는 여중 교문 앞에 차를 대기시킨 뒤 유인하여 유괴하려고 했고, 해당 학교로 가서 이 양을 통해 접근하였다. 그러나 밖으로 유인하려는 것을 수상히 여긴 이윤상의 누나가 거절하자 실패하여 대신 이윤상을 유괴한 것이었다.
진술한 바에 따르면, 주영형은 이윤상을 택시에 태워 자기 집으로 데리고 가 유괴하고, 다음 날인 11월 14일 오후 6시경, 범행 아지트인 영등포구의 모 아파트에서 이윤상이 '누나를 유괴하려 한 것도 선생님이에요?'하며 고함치자 명주실 노끈으로 손발을 결박하고 반창고로 입을 틀어막은 뒤 이불을 뒤집어씌웠다. 그리고 곧바로 아파트를 빠져나왔다가 다음 날 아침에 확인해 보니 이윤상은 그동안 이미 질식사해 있었다는 것이다. 이후 11월 30일경 그는 이양의 협조를 얻어서 시체를 여행용 큰 가방에 넣은 다음에 이것을 PVC 물통에 옮긴 뒤 번호 미상의 용달 트럭을 부른 뒤 경기도 가평군 의서면 대성1리 북한강변에 암매장했다. 이후 발견되었을 때는, 사망 이후 1년이 지난 상태라 피해자의 시신은 이미 백골이 되어 있었다고 한다.
이 사실을 진술하는 과정에서 주영형은 자신이 이윤상을 직접 교살했다고 자백했지만 곧 번복했다. 고문으로 인한 허위자백이라 주장했으나 죽이기 전에 협박에 이용할 목소리 등을 녹음하는 등 주도면밀한 모습을 보였고 알리바이 또한 만들어 놓았던 계획범이다. 애당초 비닐봉투 등 살해 목적의 도구가 준비되어있었고 무엇보다 납치범이 면식범인 경우 자신의 범죄 은폐를 위해 피해자를 죽이는 일이 일반적이다. 어쨌거나 이후 진술한 자백에서도 살인 혐의는 인정되었다.
이양은 유인과 감금, 살해에는 가담하지 않고, 주영형의 요구에 따라 협박전화와 금품요구, 시체유기에 협조하였으며, 고양은 협박편지 작성에 가담하였다.
수사망이 좁혀오자 주영형은 경찰의 수사가 너무 괴로워 자살한다는 내용의 유서를 써 수사에 혼선을 주고, 아울러 범행에 가담한 이 양과 고양과의 동반자살을 계획하기도 했다. 이 양에겐 가장 먼저 자살하라고 꼬드겨 증거를 없애려 시도한 것으로도 드러났다. 이 양은 수면제 40알을 먹고 자살을 기도했으나, 실패로 끝났다. 또한 고양에게도 청산가리를 쥐어주면서 '나를 사랑하면 나를 위해 죽어라.'라고 자살을 종용했고 고 양은 정말로 죽기 위해 자살할 날짜를 잡아놓고 기다렸지만 날짜가 되기 전 같은 해 11월 30일에 전부 검거되면서 이루지 못했다.

## 개요
1980년 11월 13일 당시 경서중학교 1학년에 재학 중이던 이윤상은 교사 주영형에 의해 납치되어 해가 바뀌도록 피해자나 용의자의 신원이 확인되지 않았다. 피해자 안전을 위해 비공개수사로 진행되었으나, 사건 발생 120일 뒤 공개수사로 진행되었다.
범인 주영형은 이윤상을 이불로 덮어 질식사시킨 뒤 마포구 공덕동에 있는 피해자의 집으로 전화를 걸어 부모에게 돈을 요구하였다. 주 교사는 노름빚 1,800만원을 갚기 위해 자신이 가르치던 중학교의 제자를 납치하였으며, 수사과정에서 주 교사를 따르던 여고생 2명이 주 교사의 범행을 도운 것으로 드러났다. 피해자 이윤상은 납치된 지 1년 만에 경기도 가평의 강변 야산에서 시신으로 발견되었다.
1982년 11월 23일 대법원에서 주영형의 사형이 확정되었고, 1983년 7월 9일 오전에 사형이 집행되었다. 공범 중 1명인 17세 이 모양에게는 장기 5년, 단기 3년의 징역이, 다른 1명에게는 징역 2년에 집행유예 3년이 선고되었다.
그 후 공범 2명은 1984년 집행유예로, 1985년 성탄절 특사로 각각 석방되었다.

## 같이 보기
- 이형호 유괴 살해 사건
- 성서 초등학생 실종 사건
- 밀양 (영화)